# Macrobaenidae
Macrobaenidae (великі баеніди) — родина вимерлих черепах надродини Baenoidea підряду Прихованошийні черепахи. Включала 5 родів. Мешкали 100-90 млн років тому.

## Опис
Мали голову середнього розміру, доволі довгу шию. Панцир був широкої, округлої форми, на кшталт таці. За своїми розмірами вони перевищували представників родини Баенідів. Мали двоопуклий VIII шийний хребець. Задні кінцівки були більш розвинені за передні.

## Спосіб життя
Полюбляли теплі місцини. Не виносили низьких температур, або різкої зміни клімату. На той час температура води північного узбережжя євразійського материка становила +15°С. Живились безхребетними, рослинам. Втім стосовно життєдіяльності цих черепах дослідження ще тривають.

## Розповсюдження
Мешкали ці черепахи на території сучасної Азії (Сибір, Монголія) до сучасної Гренландії та Канади.

## Роди
- † Macrobaena
- † Hangaiemys
- † Manchurochelys
- † Aurorachelys
- † Kirgizemys